# Galactinia nigrescens
Galactinia nigrescens är en svampart som först beskrevs av Rehm, och fick sitt nu gällande namn av Jean Louis Emile Boudier 1907. Galactinia nigrescens ingår i släktet Galactinia och familjen Pezizaceae.   Inga underarter finns listade i Catalogue of Life.